# ألفارو برون
ألفارو برون (بالإسبانية: Álvaro Brun)‏ هو لاعب كرة قدم أوروغواياني في مركز الوسط، ولد في 10 أبريل 1987 في مونتيفيديو في الأوروغواي. لعب مع خميناسيا خوخوي وسنترال إسبانيول.

## وصلات خارجية
- ألفارو برون على موقع قاعدة بيانات كرة القدم.إي يو (الإنجليزية)
- ألفارو برون على موقع Soccerway.com (الإنجليزية)
- ألفارو برون على موقع عالم كرة القدم.نت (الإنجليزية)